# رونالد لوی (دونده)
رونالد لوی (انگلیسی: Ronald Levy؛ زادهٔ ۳۰ اکتبر ۱۹۹۲)  دونده اهل جامائیکا است.